# Optus D2
Optus D2 ist ein kommerzieller Kommunikationssatellit des australischen Satellitenbetreibers Optus. Er ist der zweite Satellit der D-Baureihe von Optus-Satelliten.

## Missionsverlauf
Im Jahr 2003 bestellte Optus bei der Orbital Sciences Corporation einen neuen Kommunikationssatelliten für ihre Flotte. Dieser Satellit, Optus D2, wurde Anfang 2007 geliefert und am 5. Oktober 2007 mit einer Ariane-5-Trägerrakete vom Raumfahrtzentrum Guayana zusammen mit Intelsat 11 ins All gebracht. Er nahm eine geostationäre Position bei 152° Ost ein, um Australien und Ozeanien abdecken zu können.

## Technische Daten
Orbital Sciences bauten den Satelliten auf Basis ihres GeoStar-Satellitenbusses und rüsteten ihn mit 32 Ku-Band-Transpondern aus (davon 8 als Reserve). Er ist dreiachsenstabilisiert und besitzt eine geplante Lebensdauer von 15 Jahren. Des Weiteren wird er durch zwei große Solarmodule und Batterien mit Strom versorgt, welche zusammen etwa 4,7 Kilowatt Energie zur Verfügung stellen.